# Sara Shimizu
Sara Shimizu (en japonés: 清水 さら, Shimizu Sara; 12 de noviembre de 2009) es un deportista japonesa que compite en snowboard.
Ganó una medalla de plata en el Campeonato Mundial de Snowboard de 2025, en la prueba de halfpipe. Consiguió una medalla de bronce en los X Games de Invierno Aspen 2025, en la prueba de superpipe.

## Medallero internacional
| Campeonato Mundial | Campeonato Mundial | Campeonato Mundial | Campeonato Mundial |
| Año                | Lugar              | Medalla            | Prueba             |
| ------------------ | ------------------ | ------------------ | ------------------ |
| 2025               | Engadina (Suiza)   | Medalla de plata   | Halfpipe           |

| X Games de Invierno | X Games de Invierno    | X Games de Invierno | X Games de Invierno |
| Año                 | Lugar                  | Medalla             | Prueba              |
| ------------------- | ---------------------- | ------------------- | ------------------- |
| 2025                | Aspen (Estados Unidos) | Medalla de bronce   | Superpipe           |